# Macrodactyla doreensis
Macrodactyla doreensis is een zeeanemonensoort uit de familie Actiniidae.
Macrodactyla doreensis is voor het eerst wetenschappelijk beschreven door Quoy & Gaimard in 1833.